# Shane Williamson
Shane Williamson (japonsky ウイリアムソン 師円, Wiriamuson Šén; * 28. dubna 1995 Urakawa) je japonský rychlobruslař.
Je synem australského dostihového trenéra žijícího v Japonsku a japonské matky. Na mezinárodní scéně debutoval v roce 2013 v závodech seniorského Světového poháru, následně se zúčastnil také Zimních olympijských her 2014 (5000 m – 26. místo). V roce 2015 se premiérově představil na seniorských světových šampionátech. Startoval rovněž na ZOH 2018 (1500 m – 10. místo, závod s hromadným startem – 11. místo, stíhací závod družstev – 5. místo). Na Mistrovství světa na jednotlivých tratích 2020 získal ve stíhacím závodě družstev stříbrnou medaili.